# LG L-Style (serie)
LG L-Style è una linea di Smartphone Android prodotta da LG Electronics commercializzata a partire da maggio 2012. La prima serie è composta da LG Optimus L3, L5, L7 e L9. Ad aprile 2013 viene commercializzata la seconda serie caratterizzata dall'introduzione del led di notifica (assente su L9 II): LG Optimus L1 II, L3 II, L4 II, L5 II, L7 II e L9 II. Le prime due serie hanno venduto in totale 45 milioni di smartphone. Ad aprile 2014 viene commercializzata la terza serie, ma senza il nome Optimus e senza il led di notifica e dotata dell'ultima versione di Android di allora, ossia 4.4.2 KitKat e caratterizzata dall'introduzione delle nuova funzione Knock Code, ovvero la possibilità di sbloccare i terminali a schermo spento con una sequenza di tocchi sul display personalizzabile e fino ad un massimo di otto tocchi, per un totale di 85.000 combinazioni. La terza serie vede anche l’introduzione della funzione Knock On per cui è possibile, anche senza impostare una sequenza di tocchi (Knock Code), bloccare lo schermo con due tocchi e riaccenderlo con altri due tocchi. La terza serie L-Style comprende gli smartphone: LG L40, L70, L90. Successivamente vengono commercializzati anche LG L35, L50, L60, L65, L80, L Bello e L Fino.